# Cecidomyza nigricornis
Cecidomyza nigricornis är en tvåvingeart som först beskrevs av Johannes Winnertz 1855.  Cecidomyza nigricornis ingår i släktet Cecidomyza och familjen gallmyggor.
Artens utbredningsområde är Sverige. Inga underarter finns listade i Catalogue of Life.